# Ніколя Бенезе
Ніколя Бенезе (фр. Nicolas Benezet, нар. 24 лютого 1991, Монпельє) — французький футболіст, півзахисник клубу «Нім-Олімпік».
Виступав, зокрема, за клуб «Евіан», а також юнацьку збірну Франції.

## Клубна кар'єра
Народився 24 лютого 1991 року в місті Монпельє. Вихованець юнацьких команд футбольних клубів «Монпельє» та «Нім-Олімпік».
У дорослому футболі дебютував 2010 року виступами за команду «Нім-Олімпік», в якій провів три сезони, взявши участь у 98 матчах чемпіонату. 
Своєю грою за цю команду привернув увагу представників тренерського штабу клубу «Евіан», до складу якого приєднався 2013 року. Відіграв за команду з Гаяра наступні два сезони своєї ігрової кар'єри.
Згодом з 2015 по 2021 рік грав у складі команд «Кан», «Генгам», «Торонто», «Колорадо Репідс» та «Сіетл Саундерз».
До складу клубу «Нім-Олімпік» приєднався 2022 року. Станом на 14 жовтня 2022 року відіграв за команду з Німа 2 матчі в національному чемпіонаті.

## Виступи за збірну
У 2011 році дебютував у складі юнацької збірної Франції (U-20), загалом на юнацькому рівні взяв участь у 3 іграх, відзначившись 2 забитими голами.